# One Loudoun
 (février 2025).
One Loudoun est une census-designated place située dans le comté de Loudoun, dans l’État de Virginie, aux États-Unis. Lors du recensement de 2020, elle comptait 2 285 habitants.